# Pedioplanis mayeri
Pedioplanis mayeri es una especie de lagarto del género Pedioplanis, familia Lacertidae, orden Squamata. Fue descrita científicamente por Childers, Kirchhof, & Bauer en 2021.

## Descripción
La longitud hocico-respiradero en ejemplares juveniles es de 27 milímetros.

## Distribución
Se distribuye por Namibia.